# 1871

## Събития
- В Русе е създадено певческо дружество.
- В Букурещ е публикувана сатиричната пиеса „Криворазбраната цивилизация“ от Добри Войников.
- Във Версай се обявява Германската империя начело с кайзер Вилхелм I и канцлер Ото фон Бисмарк.

## Родени
- Аце Дорев, български революционер
- Дельо Марковски, български революционер
- Иван Попов, български офицер и революционер
- Михаил Апостолов, български революционер
- Никола Габровски, български офицер
- Никохайос Адонц, арменски историк
- 2 януари – Николаус Велтер, люксембургски писател, литературовед и държавник († 1951 г.)
- 19 януари – Даме Груев, български революционер
- 4 февруари – Фридрих Еберт, немски политик
- 22 март – Юрдан Данчов, български инженер
- 28 март – Аврам Гачев, български политик
- 12 април – Август Ендел, немски архитект
- 6 май – Кристиан Моргенщерн, немски поет и драматург
- 2 юни – Фьодор Токарев, съветски оръжеен майстор
- 27 март – Хайнрих Ман, немски писател
- 16 юни – Сергей Булгаков, философ
- 10 юли – Марсел Пруст, френски писател
- 22 юли – Ернесто Далгас, датски писател
- 27 юли – Теодор Драйзер, американски писател
- 28 юли – Ралф Нелсън Елиът, американски икономист
- 29 юли – Пиетро Бадолио, италиански маршал и политик
- 13 август – Карл Либкнехт, немски политик
- 22 август – Иван Луков, български военен деец
- 30 август – Ърнест Ръдърфорд, британски физик, нобелов лауреат (1908)
- 27 септември – Грация Деледа, италианска писателка
- 2 октомври – Кордел Хъл, американски политик
- 1 ноември – Стивън Крейн, американски писател
- 1 ноември – Ангелко Кръстич,
- 21 ноември – Панайот Пипков, български композитор и капелмайстор

## Починали
- Павел Божигробски, български духовник
- 20 януари – Александър Серов, руски композитор и музикален критик (* 1820 г.)
- 1 февруари – Гийом Лежан, френски пътешественик
- 26 февруари – Теодосий Икономов, български просветен деец
- 21 март – Петър Берон, български учен и просветител, създател на „Рибния буквар“ (1824 г.)
- 5 април – Паоло Сави, италиански геолог и зоолог
- 13 април – Стефан Захариев, български просветен деец
- 18 октомври – Чарлз Бабидж, британски математик

Вижте също:
- календара за тази година